# 不動テトラ
株式会社不動テトラ（ふどうテトラ）は、東京都中央区日本橋小網町に本社を置く、日本の建設業者（ゼネコン）。2006年 (平成18年) 10月1日に、総合建設業の不動建設株式会社と、海洋土木・消波根固ブロック大手の株式会社テトラが合併して誕生した。テトラの設立時の経緯から、新日鐵住金が株主となっている。
消波ブロックの代名詞ともなっている「テトラポッド」は、不動テトラの登録商標である。

## 沿革

### 不動建設株式会社
- 1947年（昭和22年）1月28日 - 大阪市に株式会社瀧田ノ組設立。
- 1956年（昭和31年）11月 - 不動建設株式会社に商号変更。
- 1961年（昭和36年）8月 - 大阪証券取引所に株式を店頭公開。
- 1961年（昭和36年）10月 - 大阪証券取引所第二部に株式を上場。
- 1962年（昭和37年）5月 - 東京証券取引所第二部に株式を上場。
- 1967年（昭和42年）2月 - 東京証券取引所・大阪証券取引所の各第一部に指定替え。
- 2004年（平成16年）3月 - 建築事業をナカノフドー建設（旧ナカノコーポレーションが同社の同事業譲受を名目に社名変更）に譲渡。
- 2004年（平成16年）3月 - テトラが第三者割当増資を引き受け、同社の子会社(53.3%)となる。
- 2005年（平成17年）2月 - 米国カリフォルニア州にFudo Construction Inc.を設立。

### 株式会社テトラ
- 1961年（昭和36年）5月20日 - 消波ブロック“テトラポッド”（元々はフランスのネールピック社で開発されたもの）の日本国内への普及を目的として、日本テトラポッド株式会社設立。本社は東京都中央区。
- 1966年（昭和41年）3月 - 本社を東京都港区へ移転。
- 1972年（昭和47年）7月 - 株式額面変更のための合併。
- 1972年（昭和47年）11月 - 東京証券取引所第二部に株式を上場。
- 1981年（昭和56年）7月 - 本社を東京都新宿区へ移転。
- 1994年（平成6年）9月 - 東京証券取引所第一部に指定替え。
- 1995年（平成7年）10月 - 株式会社テトラに商号変更。
- 2003年（平成15年）7月 - 本社を東京都港区へ移転。
- 2004年（平成16年）3月 - 不動建設の第三者割当増資を引き受け、同社を子会社 (53.3%) とする。
- 2005年（平成17年）1月 - 株式会社三柱の全株式を取得し、子会社とする。
- 2006年（平成18年）9月 - 東亜土木株式会社の全株式を取得し、子会社とする。

### 株式会社不動テトラ
- 2006年（平成18年）10月1日 - 不動建設がテトラを合併。商号を株式会社不動テトラに変更。本社は不動建設の本社のあった大阪府大阪市中央区平野町に、東京本店を不動建設東京支店のあった東京都中央区日本橋小網町に置く。
- 2011年（平成23年）7月1日 - 登記上の本店を大阪市から東京都中央区に移転。
- 2011年（平成23年）8月 - 大阪証券取引所での株式上場を廃止。
- 2018年（平成30年）4月 - 子会社である東亜土木株式会社を吸収合併。
- 2020年（令和2年）10月 - 愛知ベース工業グループの全株式を取得し、子会社とする。

## 主な施工実績
- 味噌川ダム
- 片桐ダム
- 灰塚ダム
- 横浜若葉台団地
- 東京国際空港（再拡張事業）
- 神戸空港
- 中部国際空港
- 関西国際空港（二期工事）など